# زانکت آندرا وردرن
زانکت آندرا وردرن (به آلمانی: Sankt Andrä-Wördern) یک منطقهٔ مسکونی در اتریش است که در ناحیه تولن واقع شده‌است. زانکت آندرا وردرن ۳۹٫۳۷ کیلومتر مربع مساحت دارد ۱۷۷ متر بالاتر از سطح دریا واقع شده‌است.